# 运输方式

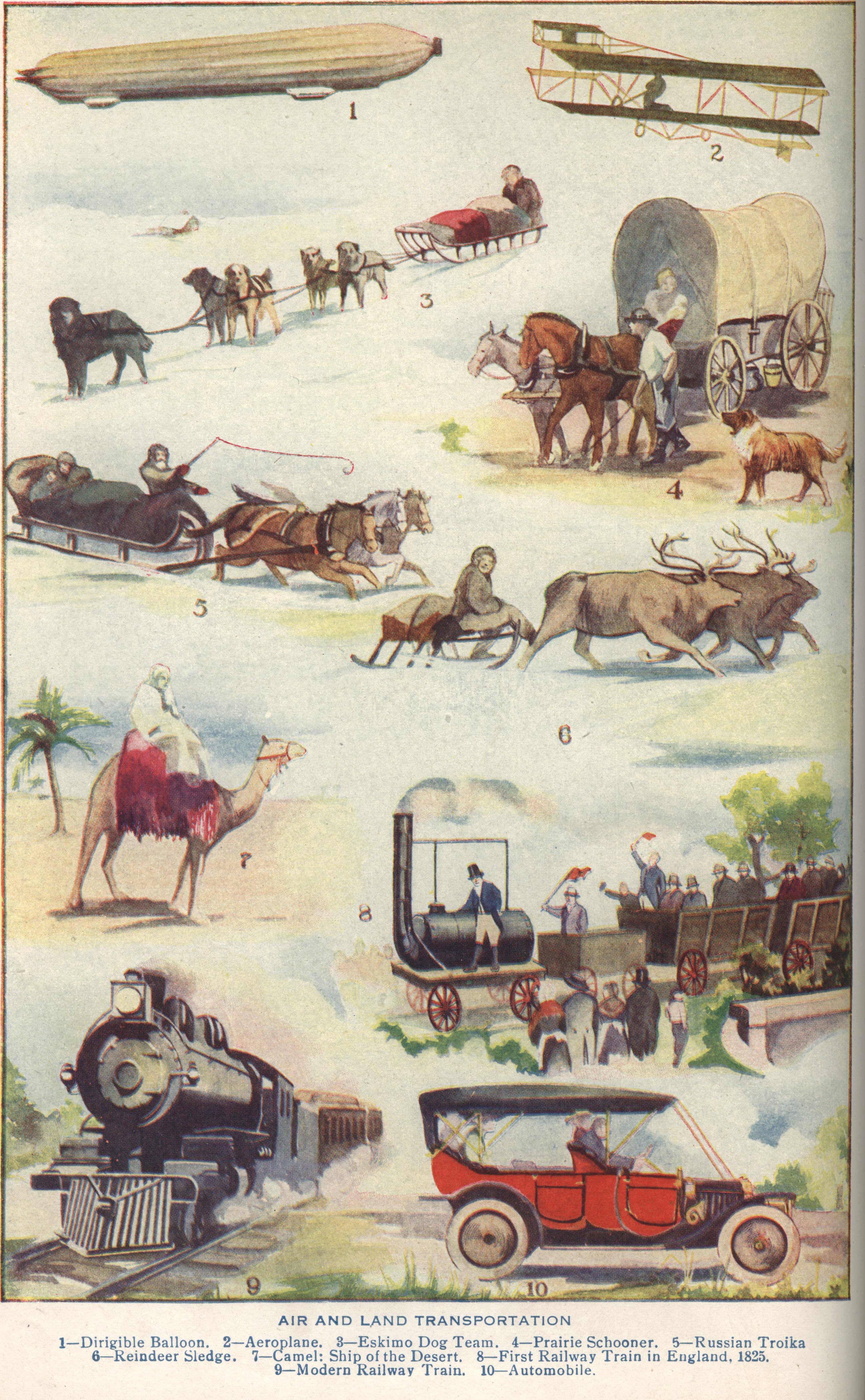

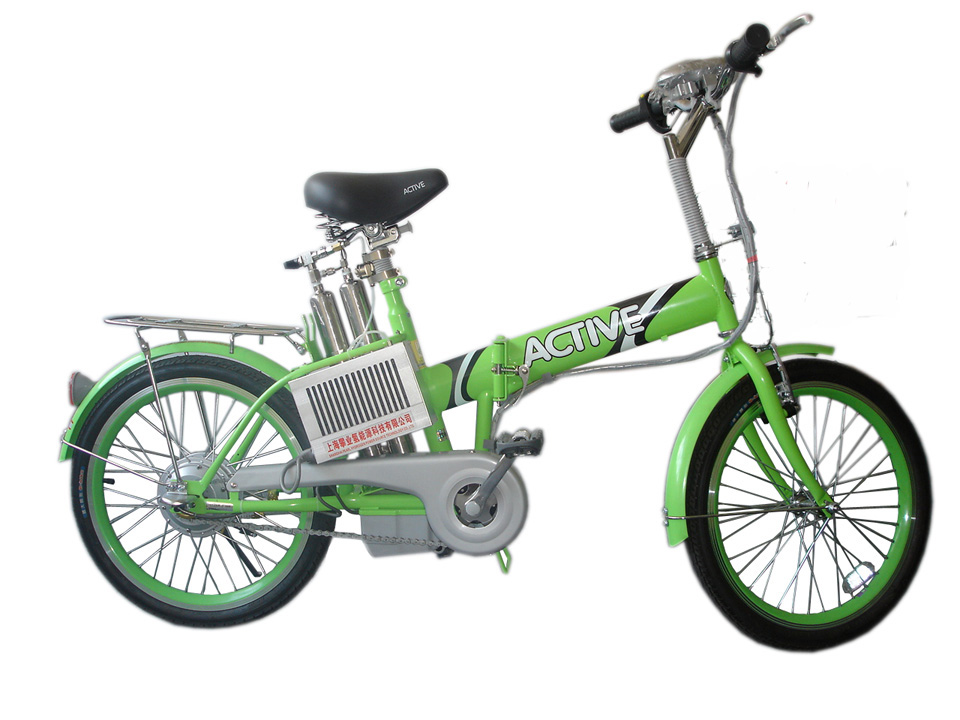
電力輔助腳踏車

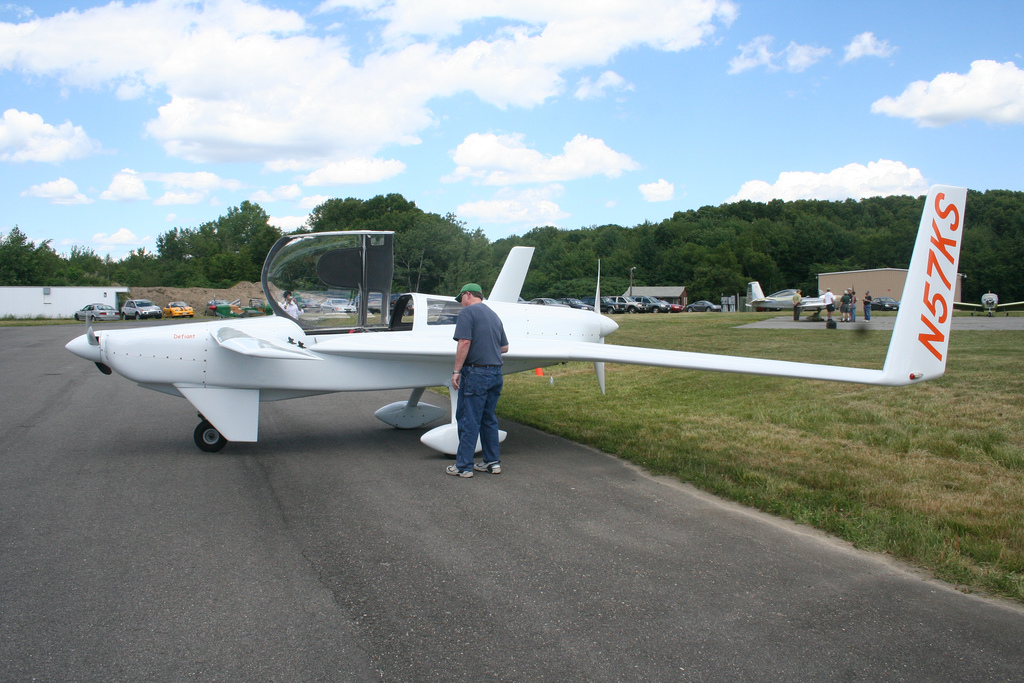
單人飛機

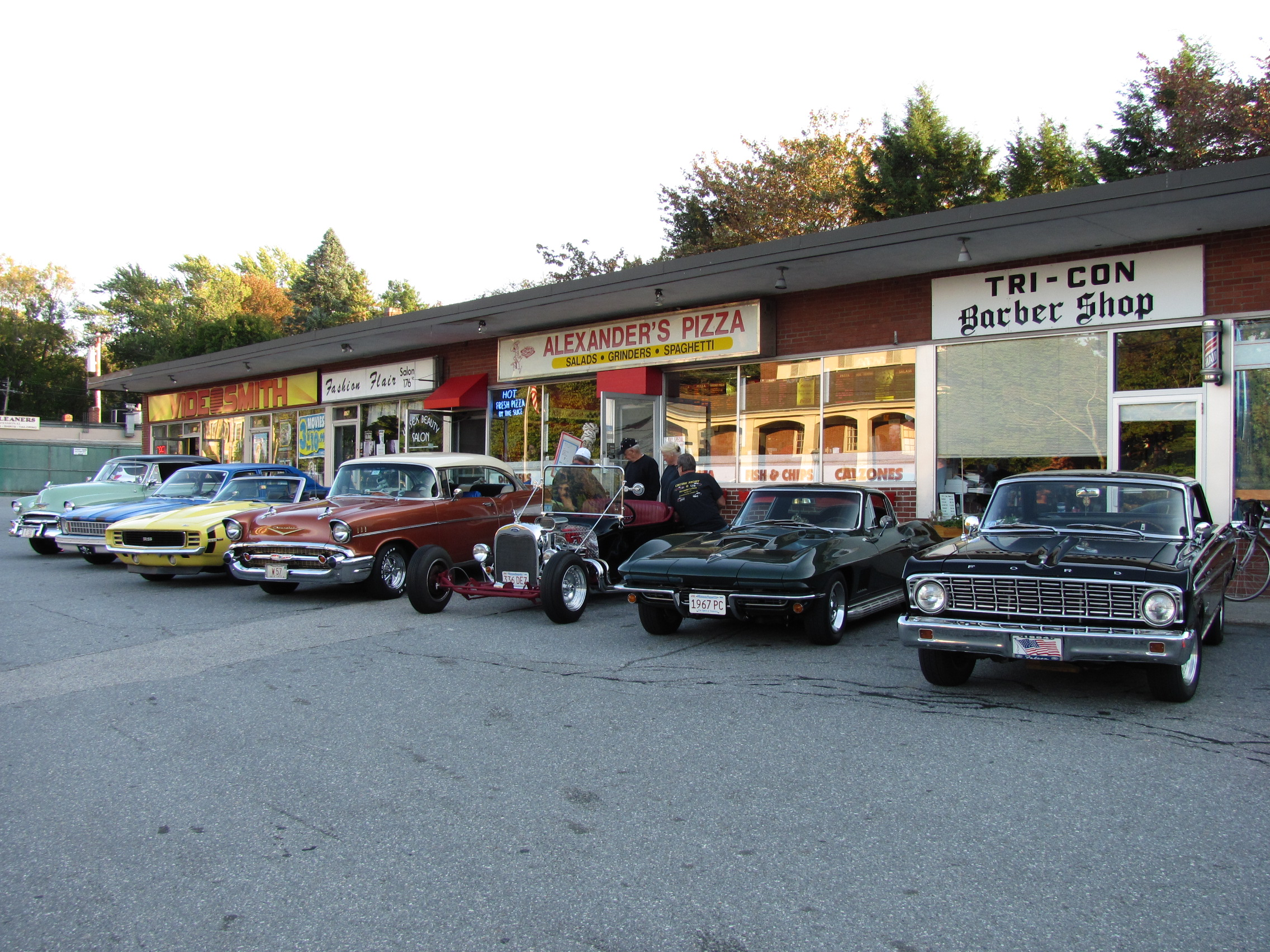
汽車

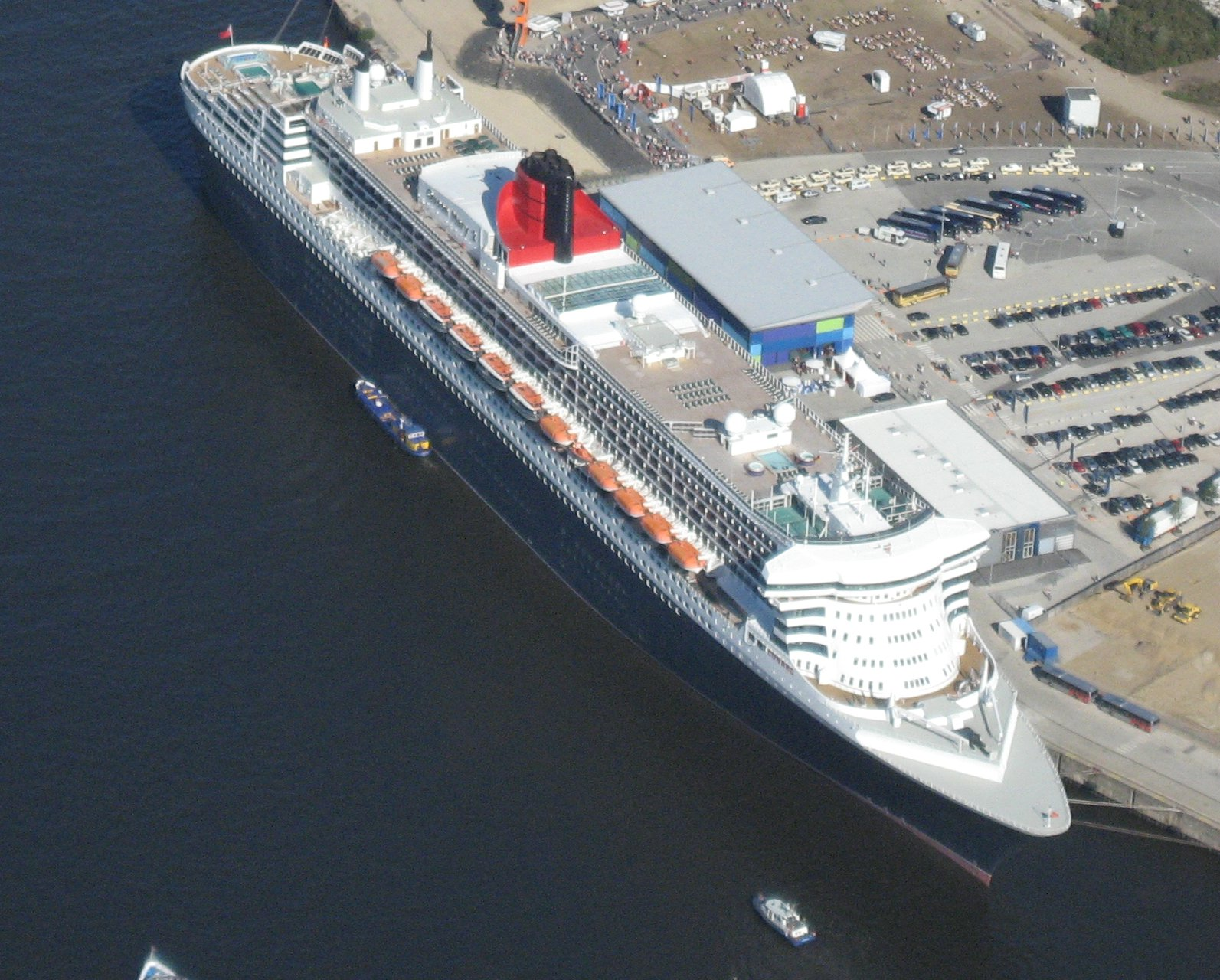
瑪麗皇后二號郵輪

## 交通工具的種類
交通工具的種類大致可分為陸上、海上及空中的交通工具。

### 陸上的交通工具
- 車輛
  - 腳踏車
  - 人力車
  - 機車
    - 速克達
    - 重機

  - 汽車
    - 貨車
    - 計程車
    - 公車
    - 小型公車
    - 公車捷運

### 水上的交通工具
- 船
- 獨木舟
- 竹筏
- 輪船
- 雙體船
- 氣墊船
- 潛水艇

### 空中的交通工具
- 熱氣球
- 飛船
- 飛機
- 直升機
- 無人飛機
- 旋翼機
- 滑翔機
- 架空索道

### 軌道上的交通工具

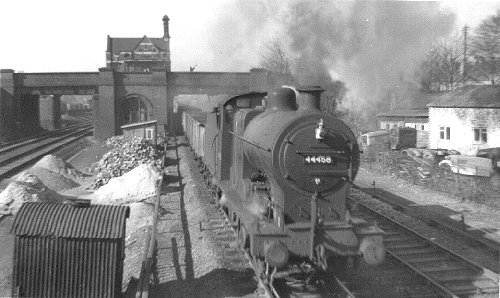
英國礦業鐵路

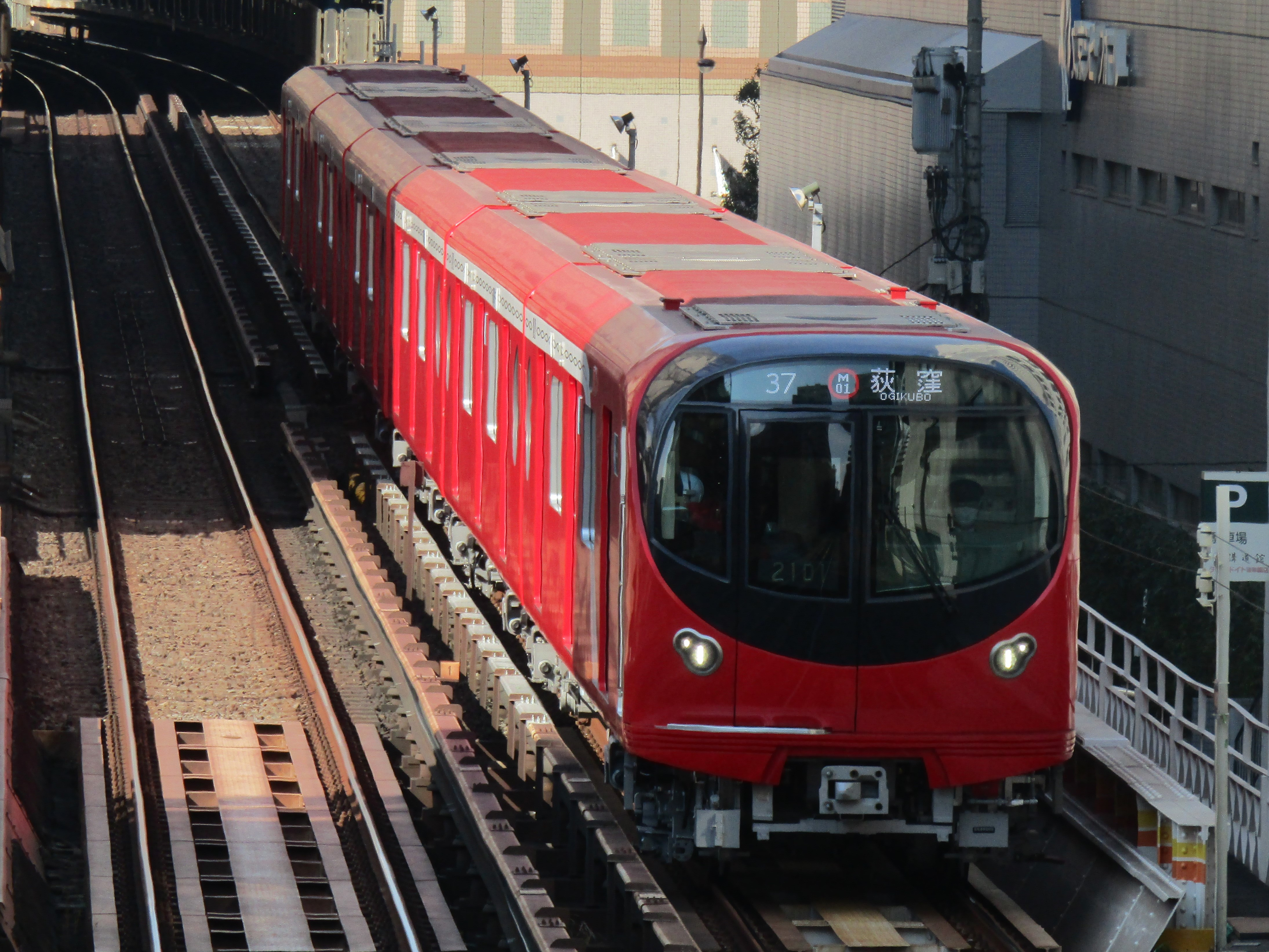
東京地下鐵丸ノ内線

- 火車
- 重型鐵路系統
- 中型鐵路系統
- 輕軌運輸系統

- 地鐵
  - 捷運（台灣）
- 輕軌
- 高速鐵路
- 城際鐵路
- 通勤鐵路
- 齒軌鐵路
- 貨運鐵路
- 路面電車
- 磁浮列車
- 地面缆车
- 單軌列車

### 太空中的交通工具
- 太空船
- 火箭
- 人造衛星
- 太空梭
- 太空探測器